# Clustered file system
Un clustered file system è un file system che può essere collegato contemporaneamente a più server. Ci sono diversi metodi per creare un cluster di server ma la maggior parte di questi non prevede l'uso del cluster file system se non per coordinare e gestire le attività del cluster stesso come il disco di quorum utilizzato da Microsoft. Quando, però, il numero di nodi cresce e la complessità del cluster aumenta, il ricorso al clustered file system come risorsa condivisa può essere la soluzione più efficace.

## Tipologie di cluster file system

### A disco condiviso
La tipologia più utilizzata di cluster file system è a disco condiviso in cui due o più server accedono contemporaneamente ad un singolo sottosistema di storage che può essere un RAID o una SAN. Sono un esempio di questa tecnologia i file system VMFS e il Global File System.

### Senza alcuna condivisione
Un approccio completamente differente dal primo è quello di dotare ciascun sistema del proprio storage locale. Tutti questi storage sono poi sincronizzati fra loro attraverso la rete o un bus dedicato. Un file system globale è creato dalla cooperazione dei vari server come avviene, ad esempio, per i file system Isilon e IBRIX.

## Esempio di utilizzo
Gli scienziati che lavorano al progetto ALICE del CERN di Ginevra utilizzano una Storage Area Network con fabric Fibre Channel a 4 Gbit/s con un cluster file system per poter memorizzare la grandissima quantità di dati generati dall'esperimento (circa 1 GB/s per un mese). La scelta di questa architettura è stata dettata da un'alta garanzia di velocità, scalabilità e indipendenza dal vendor.